# جون غاريت (لاعب كرة قدم أمريكية)
جون غاريت (بالإنجليزية: John Garrett)‏ هو لاعب كرة قدم أمريكية أمريكي، ولد في 2 مارس 1965 في دانفيل في الولايات المتحدة.

## وصلات خارجية
- جون غاريت على موقع مرجع كرة القدم المحترفة.كوم (الإنجليزية)